# Серафим (Трофимов)
Епископ Серафим (в миру Сергей Афанасьевич Трофимов; 16 сентября 1883, деревня Горка, Крестецкий уезд, Новгородская губерния — 1930-е) — епископ Русской православной церкви, епископ Ростовский, викарий Ярославской епархии.

## Биография
В 1901 году окончил Маловишерское реальное училище.
Стал послушником в одном из монастырей города Уфы и там же принял монашеский постриг с именем Серафим.
14 ноября 1914 года рукоположён во иеродиакона. 7 июня 1915 года рукоположён во иеромонаха.
3 февраля 1923 года хиротонисан во епископа Аскинского, викария Уфимской епархии.
30 июня 1923 года арестован. Приговорён к двум годам ссылки в Нарымский край.
С июня 1926 года — епископ Бирский, викарий Уфимской епархии.
C декабря 1928 года по 8 марта 1929 года — епископ Стерлитамакский, викарий Уфимской епархии.
С 26 марта 1929 года — епископ Яранский, викарий Вятской епархии.
С октября 1930 года по февраль 1931 года — временно управлял Вятской епархией.
Арестован 21 марта 1931 года за «контрреволюционную агитацию». Дело производством прекращено за недоказанностью обвинения, 9 мая того же года освобождён из-под стражи.
С 9 марта 1932 года — епископ Великоустюжский и Усть-Вымский.
21 января 1933 года арестован по обвинению в «контрреволюционной агитации» как руководитель «контрреволюционной группировки церковников-иосифлян». 4 июня 1933 года по постановлению тройки ПП ОГПУ лишен свободы на срок предварительного заключения.
С 11 августа 1933 года — епископ Хабаровский, викарий Благовещенской епархии. Не приняв епархии в ноябре 1933 года возвратился в Москву.
С 22 ноября 1933 года — епископ Ростовский, викарий Ярославской епархии.
В январе 1934 года прибыл в Ростов. Служил в кафедральном соборе города.
В 1935 году был арестован.  Как следует из материалов следствия, он участвовал в организации помощи репрессированному епископу Трофиму (Якобчуку) и тем, кто разделял с ним изгнание. Особым совещанием при НКВД 16 сентября 1935 года он был осуждён на 3 года ИТЛ. Наказание отбывал в Карлаге, г. Караганда, Казахстан.
17 ноября 1935 года, в связи с нахождением в заключении и невозможностью исполнять свои обязанности, был уволен на покой.
Дальнейшая судьба неизвестна. Скорее всего, был расстрелян.